# Krîvlîn, Kovel
Krîvlîn (în ucraineană Кривлин) este un sat în comuna Melnîțea din raionul Kovel, regiunea Volînia, Ucraina.

## Demografie
Componența lingvistică a localității Krîvlîn
     Ucraineană (99,41%)
     Alte limbi (0,59%)
Conform recensământului din 2001, majoritatea populației localității Krîvlîn era vorbitoare de ucraineană (99,41%), existând în minoritate și vorbitori de alte limbi.